# Vlag van Guam

Vlag van Guam (ratio 22:41)

De vlag van Guam werd aangenomen op 9 november 1948. De vlag bestaat uit een blauw veld in een rood kader met in het midden een rood omrande verticale ellips. Deze toont een tropisch strand met in hoofdletters de naam van het territorium.
De blauwe veld stelt de Grote Oceaan voor, terwijl de rode omrand het vergoten bloed van de Chamorro's symboliseert. In het midden van de vlag staat het wapen van Guam in de ovale vorm van een traditionele Chamorro-steen, een traditioneel inheems slingerwapen. In het ovaal staat een kokospalm, de oorspronkelijke belangrijkste voedselbron van het eiland. De boot stelt een proa voor - een snelle en zeewaardige outrigger kano.

## Geschiedenis
De eerste versie van de vlag van Guam zonder rode rand werd op 4 juli 1917 geïntroduceerd door gouverneur kapitein Roy C. Smith, maar werd pas op 9 april 1948 officieel bevestigd door het Congres van Guam. De zegel in het midden was al in 1930 bevestigd door gouverneur Willis W. Bradley Jr. Het ontwerp was van Helen L. Paul, de vrouw van een Amerikaanse marineofficier. In 1960 werd de rode rand aan de vlag toegevoegd. De rode rand staat symbool voor het bloed dat is vergoten tijdens de Spaanse overheersing en gedurende de Tweede Wereldoorlog.

Vlag van Spanje tijdens Spaans-Oost-Indië (eind 17e eeuw-1898).
Vlag van Japan tijdens de Japanse bezetting van Guam (1941-1944).
Oude vlag van Guam